# Birdwatching (film)
Birdwatching è un cortometraggio documentario del 2009 diretto da Luca Attilii, Fabio Massimo Iaquone ed Erminia Palmieri.
Il film esplora il paesaggio urbano che caratterizza le metropoli occidentali contemporanee. La lettura interdisciplinare della realtà sociale, culturale ed estetica delle città del nuovo millennio è mediata dalle riflessioni di appartenenti a differenti ambiti di studio e ricerca.

## Distribuzione
Prima proiezione cinematografica nel 2010 presso la Triennale di Milano in occasione del Convegno internazionale di studio La città senza nome.

## Riconoscimenti
- Conversazioni video
  - 2014 - Miglior documentario nella categoria "Visioni periferiche"[2] [3] .